# Нова Зеландія в Першій світовій війні
Нова Зеландія — домініон Британської імперії, перебуваючи формально в її складі, автоматично опинився в стані війни з Центральними державами, через те, що питання зовнішньої політики Нової Зеландії залишалися у сфері ведення британського уряду. Нова Зеландія виявилася країною, що постраждала від наслідків війни більше за решту її учасників з розрахунку на душу населення — вона втратила загиблими 16 697 та пораненими 41 317 чоловіків, що становило 58 % рівня втрат від загальної чисельності учасників бойових дій. Приблизно ще тисяча колишніх військовиків померла від ран у найближчі 5 післявоєнних років. 507 вояків загинуло з різних обставин на території Нової Зеландії з 1914 по 1918 роки.

## Історія

### Перші кампанії
5 серпня 1914 року, наступного дня після проголошення війни метрополією, уряд прем'єр-міністра Вільяма Мессі оголосив про вступ Нової Зеландії до війни на боці Антанти. Новозеландська влада на прохання британської корони вирішила направити до Європейського театру війни експедиційні сили.
Однак, вже 6 серпня 1914 року було прийняте рішення спочатку взяти участь новозеландським військам разом з австралійськими в окупації Німецького Самоа, на що британський уряд повідомив, що «це велика та вкрай необхідна служба на славу Імперії».
15 серпня 1914 року 1413 солдатів та 6 медичних сестер новозеландських експедиційних сил на борту транспортних суден та бойових кораблів відпливали від берегів Нової Зеландії й після нетривалої зупинки на Фіджі 29 серпня висадилися в столиці Німецького Самоа — Апіа. Й хоча німецький гарнізон відмовився капітулювати, окупація острову пройшли без жодного пострілу.
Тим часом, у жовтні 1914 року після завершення циклу підготовки та тренувань, Новозеландський експедиційний корпус вийшов з порту Веллінгтона й через зміну обстановки замість спрямування до європейських портів, він висадився в Єгипті, де в лютому 1915 року здобув перший бойовий досвід, відбивши рейд османської армії на Суецький канал.
З восени 1914 новозеландці до весни 1915 року разом з австралійськими товаришами перебували на постійній дислокації в Єгипті, де проходили інтенсивний курс підготовки до ведення бойових дій у Франції.
25 квітня 1915 року новозеландські війська, що діяли у складі новозеландсько-австралійської дивізії провели висадку морського десанту в бухті Анзак, розпочавши Дарданельську операцію союзних військ. Через прорахунки в плануванні операції висадка десанту сталася не на зручному плацдармі, як це замислювалося, а на вузькій смужці турецького узбережжя, оточеної високими стрімчаками та висотами, з яких османські формування легко контролювали обстановку й зривали усі спроби противника прорвати їхню оборону. Британські війська та їхні союзники опинилися в пастці, вирватися з якої вони так й не спромоглися до кінця кампанії. На Галліполійському півострові вояки країни змагалися проти османських військ під командуванням бригадного генерала Александра Годлі.
Протягом усієї восьмимісячної кампанії новозеландські солдати мужньо билися на плацдармі, зазнавши величезних втрат. 2721 новозеландець загинув на турецькому березі, 4852 дісталися різного ступеня поранень. Однак, Галліполійська кампанія в цілому була програна союзними військами й урешті-решт у січні 1916 вони відступили з півострову.
У листопаді 1915 року новозеландська стрілецька бригада прибула до Єгипту і незабаром була спрямована до західної пустелі в Лівії для боротьби проти повстанців Сенуссі. Підрозділи бригади разом з британськими, австралійськими та індійськими військами успішно розгромили противника поблизу Мерса-Матрух і незабаром повернулися до району базування бригади біля Мошкар неподалік Суецького каналу.
У Єгипті Новозеландський експедиційний корпус згодом був реорганізований у новозеландську спішену кінну бригаду та новозеландську піхотну дивізію. У квітні 1916 основна частина новозеландських військ відбула до Європи, у той час, як спішена бригада в кількості 147 офіцерів та 2897 нижніх чинів залишилася в Єгипті, у складі спішеної кінної дивізії АНЗАК. З квітня 1916 року, цей компонент брав активну участь у боях Синайсько-Палестинської кампанії проти турків. Новозеландці билися в битвах за Єрусалим та інші важливі міста Близького Сходу. Як пізніше, у 1919 році, писав фельдмаршал сер Едмунд Алленбі про новозеландських солдатів:

| «Ніщо не лякає цих безстрашних бійців: для них не було нічого неможливого.» Оригінальний текст (англ.) «Nothing daunted these intrepid fighters: to them nothing was impossible.» |
Загалом за час воєнних дій на Близькому Сході 17 723 новозеландських вояків брали участь у боях, 640 серед них загинуло, 1146 було поранено.

### Західний фронт
Після завершення повного курсу підготовки до бойових дій новозеландські війська, що перебували на території Великої Британії поблизу Булфорда у Вілтширі, прибули на Західний фронт і взяли участь у битві на Соммі. З 15 вересня до 4 жовтня 1916 року підрозділи Нової Зеландії, у складі XV британського корпусу 4-ї армії, із завзятістю атакували німецькі позиції й спромоглися прорвати оборонні рубежі ворога на глибину до 3-х км. Втрати становили 7048 чоловіків, зокрема 1560 — загиблими.
У червні 1917 року новозеландська дивізія билася в кривавішій битві за Мессінський хребет, і врешті-решт відбила у німців село Мессіна. У наслідок підриву 500 тонн вибухових речовин, що закладалися під німецькі позиції саперами, союзники практично винищили перші позиції противника, 2-га та 3-тя бригади новозеландської піхоти стрімко подолали зруйновані фортифікаційні укріплення та траншеї та практично без спротиву та втрат опанували село. Деморализовані кайзерівські війська в переважній більшості капітулювали. Однак, невдовзі німецьке командування отямилося й артилерія відкрила шквальний вогонь по новозеландським військам. З 9 на 10 червня 1917 року формування британського домініону відступили після заміни, маючи величезні втрати у 3700 вояків від нищівного вогню гармат.
У жовтні 1917 року в ході третьої битви за Іпр новозеландська дивізія зійшлася у битві з німецькими військами за Пашендейле. У затятих боях за це невеличке бельгійське село в Західній Фландрії, з 4 жовтня 1917 року новозеландцям довелося прогризатися крізь оборонні позиції противника, покрапаними захищеними вогневими позиціями, траншеями, бетонними бункерами та іншими потужними фортифікаційними спорудами, під нищівним вогнем німецької артилерії. Союзні війська опанували визначені рубежі, захопивши значну кількість ворожих сил у полон, але втративши 1 700 чоловіків. Сутички між супротивниками тривали ще довгий час під заливним дощем, котрий перетворив землю на одне суцільне болото.
Захопивши тільки нужденний шматочок ворожих позицій, і втративши за місяць боїв 640 загиблими і 2 100 пораненими, під нескінченим дощем, артилерійським та стрілецьким вогнем, новозеландські війська нарешті були змушені зупинитися. Головне завдання операції вперше не було виконане, прорив оборони кайзерівської армії не стався, новозеландці перейшли до оборони.
З кінця жовтня до грудня 1917 року дивізія, що мала вже чотири бригади у своєму складі, вела повільні оборонні бої, які чергувалися з короткими контратаками. 24 лютого 1918 з'єднання було відведене з лінії фронту, і загалом за три «спокійні» місяці боїв, воно мало військовими втратами 3000 вояків, у тому числі 1873 полягли на полі бою.
У березні 1918 року війська Вільгельма II перейшли у рішучий наступ, і новозеландські формування на Західному фронті стялися у другій битві на Соммі, відстоюючи Ам'єн. З мінливим успіхом йшли бої поблизу цього міста, поки врешті-решт новозеландським військам не вдалося переломити ситуацію на свою користь і не зупинити просування німецьких формувань вглиб території Франції. На утриманих рубежах, союзні війська розпочали підготовку до масштабного контрнаступу.
З початком 100-денного наступу, союзні війська відкинули імперську армію німців з займаних позицій і розпочали звільнення французьких та бельгійських земель від окупантів. 4 листопада 1918 року у боях за Самбре новозеландська дивізія стинала в битві з противником за опанування старовинного французького міста-фортеці Ле-Кенуа, спорудженого ще Себаст'єном де Вобан у XVII столітті. Місто, що займало стратегічну позицію на північному сході Франції, перебувало під німецькою окупацією ще з 1914 року. Новозеландці рішучим ударом опанували його, змусивши німців до капітуляції й захопивши у полон 2000 ворожих солдатів та 60 польових гармат.
Через декілька днів Перша світова війна закінчилася. Новозеландська дивізія вийшла з підпорядкування 3-ї британської армії та маршем пройшла дорогами Бельгії до німецьких кордонів і розташувалася поблизу Кельна. Новозеландці увійшли до складу окупаційних союзних військ, що дислокувалися на заході колишньої Німецької імперії. 25 березня 1919 року у місті Мюльгайм-на-Рурі сталася демобілізація з'єднання; війська поверталися додому.
Війна, що тривала для новозеландців на Західному фронті 2,5 роки, спричинила колосальні втрати для країни. Приблизно 13 250 громадян Нової Зеландії загиблі на полі бою або померли від поранень і хвороб. 50 людей померло у таборах для військовополонених, ще 700 — вдома. 35 000 молодих чоловіків дісталися поранень. 414 військовополонених після репатріації повернулися до островів. Загальна цифра втрат наближається до 50 000, більше половини з них служили у Франції та Бельгії.

### Дії на морі
Новозеландські формування воювали також на інших театрах війни та на морі. Новозеландські експедиційні морські сили створювали дивізію Королівських військово-морських сил. Відразу з початком війни в Європі, новозеландський бронепалубний крейсер 3-го класу «Філомел», позичений британцями своєму домініону, увійшов до складу оперативної групи флоту, що ескортувала морський десант на Німецьке Самоа. Пізніше ще 3 корабля новозеландського ВМФ брали участь у супроводженні Новозеландського експедиційного корпусу до Єгипту.
З січня 1915 року, крейсер «Філомел» патрулював затоку Александретта у Східному Середземномор'ї, забезпечував висадку морських десантів і зазнав втрату трьох членів екіпажу. Зокрема, перший загиблий у війні був матросом цього крейсера.
Також «Філомел» брав участь в обороні Суецького каналу, діяв у затоках Аденській та Перській. Хоча корабель періодично проходив цикл ремонтних робіт та модернізацій у доках Мальти та Бомбея, через свій вік у березні 1917 року його повернули до Веллінгтону.